# 摩耶出入口
摩耶出入口（まやでいりぐち）は、兵庫県神戸市灘区の阪神高速道路3号神戸線の出入口。この出入口から阪神高速5号湾岸線の住吉浜出入口への乗り継ぎが可能である。

## 道路
- 阪神高速3号神戸線(3-14,3-15)

## 接続する道路
- 国道43号（第二阪神国道）
- 国道2号

## 料金所

### 摩耶（東行）料金所
- ブース数：2
  - ETC専用：1
  - ETC/一般：1

### 摩耶（西行）料金所
- ブース数：3
  - ETC専用：1
  - ETC/一般：1
  - 一般：1

## 周辺
- HAT神戸
- 阪神本線 西灘駅
- 沢の鶴本社
- 神戸みなと倉庫
- 摩耶埠頭

## 隣
阪神高速3号神戸線
(3-13)魚崎出入口 - (3-14,3-15)摩耶出入口 - (3-16)生田川出入口